# Großsteingrab Langenfelde
Das Großsteingrab Langenfelde war eine megalithische Grabanlage der jungsteinzeitlichen Trichterbecherkultur bei Langenfelde, einem Ortsteil von Glewitz im Landkreis Vorpommern-Rügen (Mecklenburg-Vorpommern). Es wurde vermutlich im 19. Jahrhundert zerstört. Die Existenz des Grabes wurde in den 1820er Jahren durch Friedrich von Hagenow handschriftlich erfasst. Seine Notizen, die den Gesamtbestand der Großsteingräber auf Rügen und in Neuvorpommern erfassen sollten, wurden 1904 von Rudolf Baier veröffentlicht. Die Anlage bei Langenfelde wurde dabei nur listenartig aufgenommen. Ihre genaue Lage, Maße und Ausrichtung sind unbekannt. Vermerkt ist lediglich, dass es sich um einen Großdolmen gehandelt hat. Ewald Schuldt führt es, obwohl er sich lediglich auf von Hagenow bezieht, (wohl irrtümlich) als Großsteingrab unbestimmbaren Typs.